# Comuna Perșotravneve, Velîka Mîhailivka
Perșotravneve (în ucraineană Першотравневе) este o comună în raionul Velîka Mîhailivka, regiunea Odesa, Ucraina, formată din satele Danîlivka, Martove, Perșotravneve (reședința) și Zamojne.

## Demografie
Componența lingvistică a comunei Perșotravneve
     Ucraineană (71,64%)
     Rusă (17,01%)
     Bulgară (6,17%)
     Română (3,38%)
Conform recensământului din 2001, majoritatea populației comunei Perșotravneve era vorbitoare de ucraineană (71,64%), existând în minoritate și vorbitori de rusă (17,01%), bulgară (6,17%), română (3,38%) și armeană (1,69%).